# Spermaceti
Lo spermaceti (dal greco σπέρμα sperma = "seme" e κῆτος kêtos = balena, quindi "seme/sperma di balena") è una sostanza cerosa presente nel capo dei capodogli e in quantità minori nel capo e nei tessuti grassi di altri cetacei. Si ipotizza che costituisca una parte fondamentale nelle funzioni di ecolocalizzazione, protezione e controllo del galleggiamento. Lo spermaceti è principalmente composto (fino al 94% in maschi adulti di capodoglio) da esteri di alcoli grassi con acidi grassi, in parte solidi (cera di spermaceti) ed in parte oleosi (olio di spermaceti).

A 37 °C (la temperatura corporea dell'animale in superficie) la parte oleosa della materia è semiliquida; mano a mano che il capodoglio si immerge in profondità lo spermaceti cristallizza fungendo, probabilmente, da stabilizzatore; il suo punto di fusione è 44 °C.
I cristalli di spermaceti sono insolubili in acqua e poco in alcool, mentre vengono disciolti in etere o cloroformio. 
È composto principalmente da palmitato di cetile (C15H31COO-C16H33).
La sostanza può essere anche estratta dal grasso di balena tramite la cristallizzazione e successivi procedimenti chimici. 
Quando è cristallizzata è di colore bianco, in granuli solidi ma oleosi, piacevoli al tatto e all'odorato; è stata quindi un ingrediente molto usato in cosmetica.
Il prodotto, per le restrizioni dovute a motivi di protezione dell'ambiente e delle specie in via di estinzione, è rarissimo ed estremamente costoso.
Un validissimo e pregiato succedaneo vegetale è l'olio (estere) di jojoba, estratto dai semi di Simmondsia chinensis (volg. Jojoba), che ne ricalca in grande misura le proprietà, con costi ragionevoli.
Lo spermaceti era anche molto ricercato (per la bassa emissione di fumo) per la fabbricazione di candele e come combustibile per le lampade ad olio nel XIX secolo.
All'epoca della caccia alle balene il commercio dell'olio di spermaceti aveva una notevolissima importanza, come si rileva anche nel romanzo Moby Dick di Herman Melville.

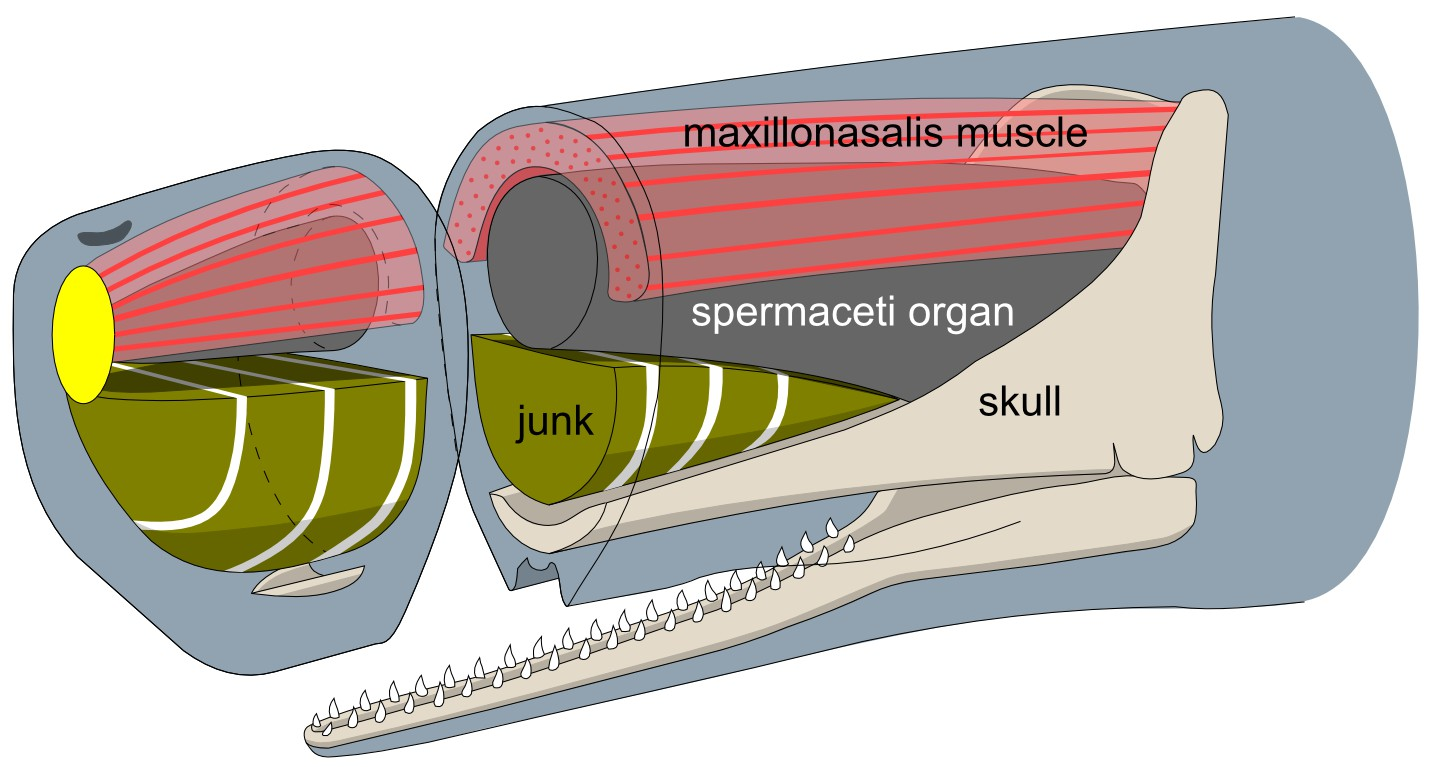
Anatomia di una testa di un capodoglio con l'organo produttore di spermaceti